# Wangerland
Wangerland – gmina samodzielna (niem. Einheitsgemeinde) w Niemczech, w kraju związkowym Dolna Saksonia, w powiecie Friesland.

## Dzielnice gminy
- Hohenkirchen
- Hooksiel
- Horumersiel
- Minsen
- Oldorf
- Tettens
- Waddewarden
- Wiefels